# Savka Dabčević-Kučar
Savka Dabčević-Kučar (Curzola, 6 dicembre 1923 – Zagabria, 6 agosto 2009) è stata una politica croata.
È stata Primo ministro della Croazia dal maggio 1967 al maggio 1969, in qualità di Presidente del Consiglio esecutivo della Repubblica Socialista di Croazia.
È stata inoltre il sesto Segretario della Lega dei Comunisti di Croazia, in carica dal maggio 1969 al dicembre 1971. In questo ruolo è stata preceduta da Vladimir Bakarić e succeduta da Milka Planinc.
Dal 1990 al 1995 è stata il primo Presidente del Partito Popolare Croato, seguita da Radimir Čačić.